# ماهی ژنده‌پوش
ماهی ژنده‌پوش (نام علمی: Icosteus aenigmaticus) نام یک گونه از راسته سوف‌ماهی‌سانان است.